# Dacha de Kúntsevo
La dacha de Kúntsevo (en ruso: Ку́нцевская да́ча, romanizado: Kúntsevskaya Dacha) fue la residencia personal de Iósif Stalin cerca de la antigua ciudad de Kúntsevo (entonces situado en el óblast de Moscú, ahora parte del distrito Filí de Moscú), donde vivió durante las dos últimas décadas de su vida y murió el 5 de marzo de 1953, aunque también pasó mucho tiempo dentro del Kremlin, donde poseía viviendas junto a sus oficinas. La dacha está ubicada dentro de un bosque no muy lejos del actual parque de la Victoria.
También conocida como la «dacha más cercana» (en ruso: Ближняя дача, romanizado: Blízhnyaya Dacha) ya que era la que más cerca estaba de Moscú, fue construida entre 1933 y 1934 según los diseños del arquitecto Mirón Merzhánov. Se agregó un piso al edificio original en 1943. Stalin vivió en Kúntsevo durante la Segunda Guerra Mundial. Fue allí donde acogió a invitados tan destacados como Winston Churchill y Mao Zedong.

## Descripción

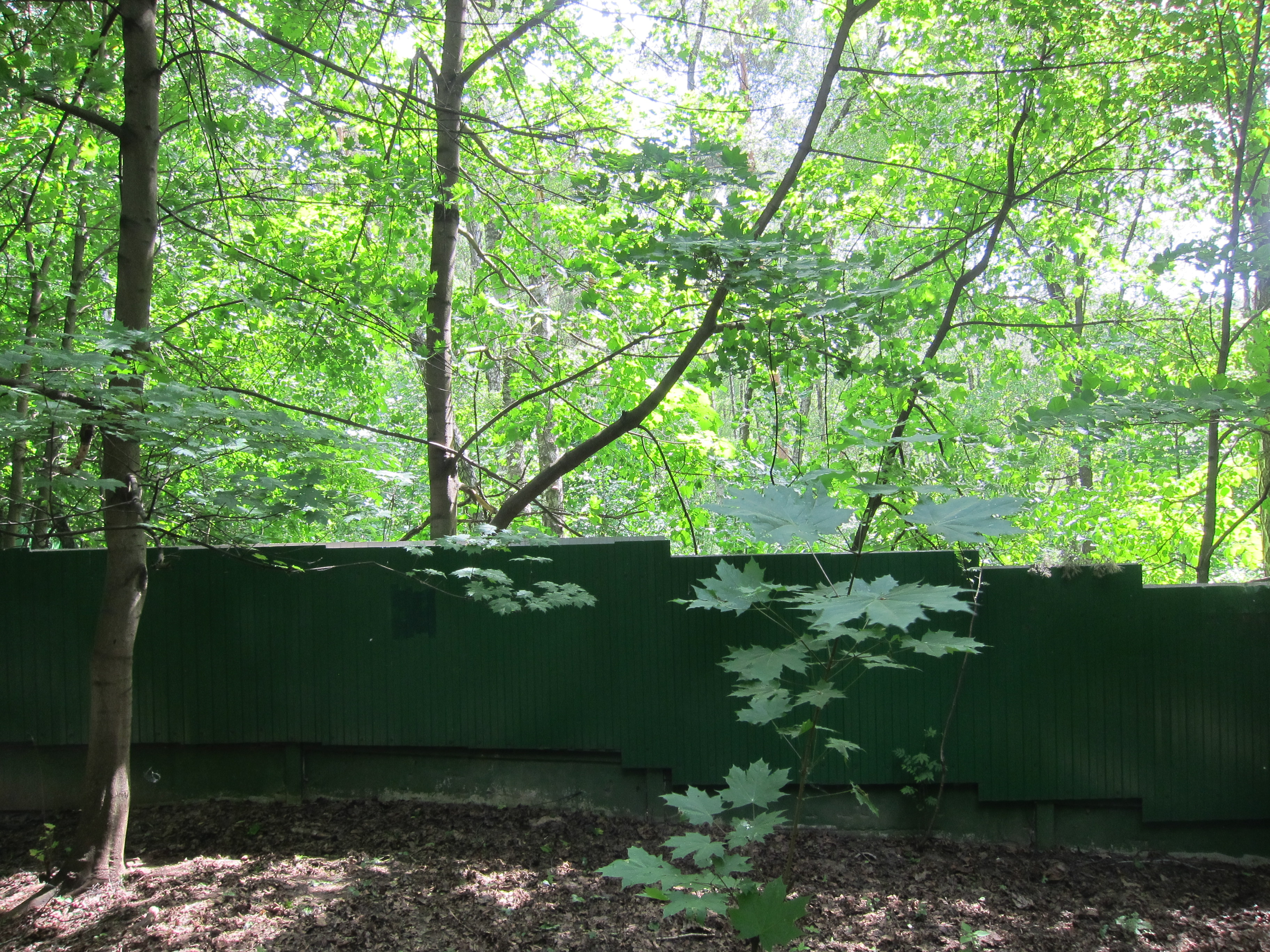
El muro que rodea la dacha

La dacha está situada en el corazón de un bosque de abedules densamente arbolado; sus defensas incluían una valla de doble perímetro, cañones antiaéreos de 30 milímetros camuflados y una fuerza de seguridad de trescientas tropas especiales del NKVD (después de 1946, MGB). Los terrenos incluían un huerto con limoneros y manzanos, un jardín de rosas, un pequeño estanque y un huerto de sandías que a Stalin le gustaba cultivar. También había un campo de deportes para jugar a los gorodkí —un antiguo deporte popular ruso—. Al entrar en la dacha, había un vestíbulo con dos guardarropas; a la izquierda se abría una puerta al estudio personal de Stalin, donde pasaba la mayor parte del día. Directamente en frente, una puerta se abría al gran comedor, mientras que a la derecha había un pasillo largo y angosto.
El comedor rectangular estaba presidido por una larga mesa pulida y el suelo estaba cubierto con alfombras rosas. Estaba decorado con imágenes de Vladímir Lenin y del escritor Máximo Gorki. Fue en esta sala donde Stalin daba la bienvenida al Politburó soviético para reuniones y cenas nocturnas, y donde a menudo se tomaban decisiones importantes. Una puerta «casi invisible» situada en la pared a un lado del comedor conducía al dormitorio de Stalin y a una cocina.
En el lado izquierdo de la dacha, estaba el estudio personal de Stalin (donde pasaba la mayor parte del día cuando estaba en Kúntsevo) con su gran escritorio de tiempos de guerra, una radio que fue un regalo de Winston Churchill (cuando visitó Moscú por primera vez, en agosto de 1942) y un diván; Stalin prefería dormir en este sofá, en lugar de en su dormitorio. El baño estaba ubicado al lado del estudio de Stalin.
En el lado derecho, había un pasillo largo y angosto que conducía inicialmente a dos dormitorios (en su mayoría utilizados para acomodar a invitados ocasionales) y, finalmente, a una gran terraza abierta. Stalin pasaba mucho tiempo en esta terraza; se sentaba en una silla allí durante el invierno, a pesar del intenso frío, vestido con un cálido abrigo de piel de oveja y un gorro de piel. También le gustaba leer libros e informes y alimentar a los pájaros mientras estaba en la veranda.
El líder soviético rara vez salía de su estudio, y mucho menos visitaba el segundo piso (aunque se instaló un ascensor por orden suya). Originalmente, este piso estaba destinado a albergar a su hija Svetlana Alilúyeva, pero ella solía quedarse allí solo unos días al año. Como resultado, las habitaciones permanecían oscuras y vacías la mayor parte del tiempo.
Inicialmente, la dacha no contaba con ninguna instalación subterránea. Hasta marzo de 1942 no se construyó un búnker situado a quince metros bajo tierra. Este búnker era comparativamente grande, para su construcción se utilizaron varias capas de rieles de hierro para reforzar la estructura, así mismo se construyeron dos pasillos separados en el búnker, para que Stalin no se cruzara con el personal de servicio que trabajaba bajo tierra. En el interior, las paredes del gabinete de Stalin y otras dependencias estaban decoradas con paneles de madera. Había un despacho con una mesa ovalada de roble para las reuniones del Consejo de Defensa. El búnker también tenía un pequeño dormitorio, que estaba equipado con una cama y una mesita de noche.

Lo bueno de esta casa eran sus maravillosas terrazas por todos lados y un maravilloso jardín. Desde la primavera hasta el otoño, mi padre pasaba los días en estas terrazas. Uno estaba acristalado por todos lados, dos estaban abiertos, con y sin techo. En los últimos años, amaba especialmente la pequeña terraza occidental, donde se veían los últimos rayos del sol poniente. Salió al jardín; justo en el jardín, justo en los cerezos en flor, también había una terraza acristalada, añadida en los últimos años...
    ... por todas partes en el jardín, en el bosque (también arreglado, cortado, como en un parque forestal) aquí y allá había diferentes glorietas, con techo, sin techo, de lo contrario era solo un paseo entarimado en el suelo y sobre él había una mesa, un banco de mimbre, una tumbona, Papá seguía deambulando por el jardín y, al parecer, buscaba un lugar acogedor, tranquilo...
Svetlana Alilúyeva, Veinte cartas a un amigo, 1967

Fue precisamente en esta dacha donde Stalin murió el 5 de marzo de 1953, después de sufrir un derrame cerebral y de una larga agonía que se prolongó durante varios días, desde la madrugada del 28 de febrero.
Después de la muerte de Stalin, el Instituto Marx-Engels-Lenin creó una comisión para hacer arreglos para instalar un museo dedicado a Stalin en Kúntsevo. Sin embargo, Nikita Jruschov descartó la idea y la dacha permaneció desocupada durante varias décadas. La hija de Stalin, Svetlana Alilúyeva, declaró que una copia de la famosa pintura Cosacos zapórogos escribiendo una carta al Sultán estaba colgada en algún lugar de la planta baja, pero no está claro exactamente dónde.
Hoy en día el edificio permanece envuelto en secreto: los terrenos están cercados y cerrados a los visitantes comunes. Sin embargo, la dacha todavía se conserva en buen estado, junto con todas las pertenencias personales de Stalin, incluido su estudio con el escritorio de la época de la guerra y el sofá donde dormía.